# توم مكينتوش (ملحن)
توم مكينتوش (بالإنجليزية: Tom McIntosh)‏ هو عازف جاز وملحن أمريكي، ولد في 6 فبراير 1927 في بالتيمور في الولايات المتحدة، وتوفي في 26 يوليو 2017 في بوسطن في الولايات المتحدة.

## وصلات خارجية
- توم مكينتوش على موقع IMDb (الإنجليزية)
- توم مكينتوش على موقع ألو سيني (الفرنسية)
- توم مكينتوش على موقع ميوزك برينز (الإنجليزية)
- توم مكينتوش على موقع أول موفي (الإنجليزية)
- توم مكينتوش على موقع قاعدة بيانات الأفلام السويدية (السويدية)
- توم مكينتوش على موقع ديسكوغز (الإنجليزية)
- توم مكينتوش على موقع قاعدة بيانات الفيلم (الإنجليزية)
- توم مكينتوش على موقع كينوبويسك (الروسية)